# The Beatles Tapes from the David Wigg Interviews
The Beatles Tapes from the David Wigg Interviews (englisch Die Beatles-Tonbandaufnahmen von den David-Wigg-Interviews) ist ein in Großbritannien veröffentlichtes Interviewalbum der britischen Band The Beatles. Es erschien im Juli 1976. Das Album wurde von Polydor statt Parlophone vertrieben.

## Entstehung
David Wigg war Autor bei der englischen Tageszeitung Daily Express und interviewte zwischen Dezember 1968 und Dezember 1973 siebenmal Mitglieder der Beatles. Er kam zum ersten Mal mit den Beatles in Kontakt, als er für die London Evening News arbeitete und seine eigene Kolumne mit dem Titel Young London hatte. Die meisten Interviews wurden für die BBC-Radio-1-Serie Scene and Heard aufgezeichnet.
Die Interviews auf dem Doppelalbum wurden von David Wigg editiert und sind unterbrochen von Instrumentalversionen von Beatles-Songs, die von Studiomusikern eingespielt und von Martyn Ford und John Bell arrangiert wurden.
Jedes Mitglied der Beatles war mit seinen Interviews jeweils auf einer LP-Seite vertreten, die Instrumentalstücke sollten mit dem jeweiligen Musiker in Bezug stehen, was bei Because, einem von John Lennon komponierten Lied, nicht gelang, da es sich auf der Interviewseite von Paul McCartney befindet.
Die Beatles versuchten, die Veröffentlichung des Albums zu verhindern, aber aufgrund der Gegebenheiten des britischen Urheberrechts gelang es ihnen nicht.
Dies lag daran, dass Interviewaufzeichnungen Eigentum des Interviewers bleiben, und nicht des Künstlers. So erschien im Juli 1976 das erste Interviewalbum der Beatles in Großbritannien, und es war auch bisher das einzige, das sich in den britischen Charts platzieren konnte (Stand April 2025). Ab den 1980er Jahren folgte eine Vielzahl von weiteren Beatles-Interviewalben, die auf diversen Labeln veröffentlicht wurden.
Das Album wurde noch in Australien, Japan, Irland und den USA veröffentlicht.
Zum Inhalt der Interviews des Doppelalbums:
- John Lennon und Yoko Ono: seine Beziehung zu Yoko Ono, sein Friedensaktivismus, die geschäftlichen Angelegenheiten der Beatles, das Wesen Gottes und die Auflösung der Band sowie die Frage, ob sie sich musikalisch wieder zusammenfinden würden.
- Paul McCartney: seine Vaterschaft, seine Lieblingslieder des Albums Abbey Road, warum die Beatles nur bei einer Royal Variety Performance auftraten und die Komposition von Golden Slumbers.
- George Harrison: die spirituelle Seite seines Lebens, Hare Krishna, Meditation, Drogenkonsum und ob es möglich ist, dass sich die Beatles trennen. Er spricht auch über die Wirtschaft – die Anti-Monopolpolitik und die hohen Steuern der britischen Regierung, den Unterschied im Radioangebot zwischen Großbritannien und den Vereinigten Staaten – und seine Lieblingslieder des Albums Abbey Road.
- Ringo Starr: Starr spricht über die Gefühle der Beatles füreinander, die Auflösung der Band, wie er sein Geld ausgegeben hat, die Höhen und Tiefen des Ruhms, Reinkarnation und Vegetarismus.

## Veröffentlichung
Im Vereinigten Königreich erschien 1976 eine 7″-Vinyl-Promotion-EP mit Interviewausschnitten; die Titelliste ist wie folgt: Excerpt From Paul McCartney Interview / Excerpt from George Harrison Interview / Excerpt from John Lennon Interview / Excerpt from Ringo Starr Interview.
In Europa und den Vereinigten Staaten (Oktober) wurde das CD-Album 1990 von Polydor wiederveröffentlicht.

## Covergestaltung
Das Cover des aufklappbaren Doppelalbums ist im Wesentlichen schwarz gehalten, wobei der Titel des Albums The Beatles Tapes from the David Wigg Interviews mittig mit weißen Buchstaben geschrieben ist. Das Album enthält ein achtseitiges Begleitheft mit 31 Schwarz-weiß-Fotos, darunter Aufnahmen der Beatles mit Ken Dodd, Marlene Dietrich, Prinzessin Margaret und David Jacobs, sowie Fotos der Beatles mit ihren damaligen Ehefrauen und einige mit David Wigg neben Paul und Linda McCartney sowie mit John Lennon und Yoko Ono. Das Coverdesign stammt von John Gorham.
Die US-amerikanische Veröffentlichung hatte eine deutlich abweichende Covergestaltung.

## Titelliste
Die Titelliste wurde vom Album übernommen. Die Aufnahmezeiten der Interviews stammen von David Wigg. Das angegebene Interview vom März 1970 mit Paul McCartney fand laut Mark Lewisohns Buch The Complete Beatles Chronicle (Seite 332) am 19. September 1969 statt.
Seite 1 (John Lennon & Yoko Ono)
1. Interview (Part 1) June 1969 – 3:34
Interview mit John Lennon und Yoko Ono: Apple Corps Büro, 3 Savile Row, London
2. Give Peace a Chance – 1:00
Instrumentale Coverversion
3. Interview (Part 2) June 1969 – 8:42
4. Imagine – 1:12
Instrumentale Coverversion
5. Interview (Part 3) June 1969 – 8:15
6. Come Together – 0:54
Instrumentale Coverversion
7. Interview October 1971 – 9:28
Interview mit John Lennon und Yoko Ono: St. Regis New York, 2 East 55th Street, Manhattan, New York City

Seite 2 (Paul McCartney)
1. Interview (Part 1) March 1970 – 1:29
Interview mit Paul McCartney: Apple Corps Büro, 3 Savile Row, London, März 1970
2. Because – 1:37
Instrumentale Coverversion
3. Interview (Part 2) March 1970 – 10:24
4. Yesterday – 1:24
Instrumentale Coverversion
5. Interview (Part 3) March 1970 – 1:33
6. Hey Jude – 2:47
Instrumentale Coverversion

Seite 3 (George Harrison)
1. Interview (Part 1) March 1969 – 14:24
Interview mit George Harrison: Apple Corps Büro, 3 Savile Row, London, 4. März 1969
2. Here Comes the Sun – 1:09
Instrumentale Coverversion
3. Interview (Part 2) March 1969 – 5:31
4. Something – 1:35
Instrumentale Coverversion

Seite 4 (Ringo Starr)
1. Interview December 1968 – 3:30
Während einer Fahrt in einem Mercedes mit Chauffeur auf dem Weg von Starrs Haus in Elstead, Surrey, zu einer medizinischen Untersuchung in London, Dezember 1968
2. Interview July 1970 – 6:42
Interview mit Ringo Starr: London, 20. März 1970
3. Interview (Part 1) December 1973 – 4:47
Apple Corps Büro, 3 Savile Row, London, Dezember 1973
4. Octopus’s Garden – 1:08
Instrumentale Coverversion
5. Interview (Part 2) December 1973 – 3:40
6. Yellow Submarine – 0:59
Instrumentale Coverversion

## Aufnahmen der Instumentallieder
Die Aufnahmen erfolgten in den Ramport Studios und den Polydor Studios jeweils in London.
Besetzung:
- Gavyn Wright und Irvine Arditti – Violine
- Jan Schlapp – Bratsche
- Helen Liebmann – Violoncello
- Janice Knight – Oboe
- Crispian Steele Perkins und Paul Cash – Trompete
- Carlos Bonell und Tom Hartmann – Gitarre
- Francis Monkman – ARP Odyssey Synthesizer
- Ann Odell – Klavier
- Graham Smith – Mundharmonika
- Martyn Ford und John Bell arrangierten die Musik nach Kompositionen der Beatles. Ford dirigierte und produzierte auch die Aufnahmen.

## Chartplatzierungen
| ChartsChartplatzierungen     | Höchstplatzierung | Wochen |
| ---------------------------- | ----------------- | ------ |
| Vereinigtes Königreich (OCC) | 45 (1 Wo.)        | 1      |